# Milton (Pensilvania)
Milton es un borough ubicado en el condado de Northumberland en el estado estadounidense de Pensilvania. En el año 2000 tenía una población de 6.650 habitantes y una densidad poblacional de 742.1 personas por km².

## Geografía
Milton se encuentra ubicado en las coordenadas 41°00′43″N 76°51′15″O / 41.01194, -76.85417.

## Demografía
Según la Oficina del Censo en 2000 los ingresos medios por hogar en la localidad eran de $30,252 y los ingresos medios por familia eran $38,438. Los hombres tenían unos ingresos medios de $30,636 frente a los $21,384 para las mujeres. La renta per cápita para la localidad era de $16,980. Alrededor del 13.5% de la población estaba por debajo del umbral de pobreza.